# Toxicodendron rhetsoides
Toxicodendron rhetsoides är en sumakväxtart som först beskrevs av William Grant Craib, och fick sitt nu gällande namn av Tardieu. Toxicodendron rhetsoides ingår i släktet Toxicodendron och familjen sumakväxter. Inga underarter finns listade i Catalogue of Life.